# サウスダコタ州第3選挙区
サウスダコタ州第3選挙区(さうすだこたしゅうだい3せんきょく、英語: South Dakota's 3rd congressional district)は、かつて存在したアメリカ合衆国連邦下院の選挙区。定数1人の小選挙区制。1913年3月4日に設置され、1933年3月4日に廃止された。

## 概要
1910年の国勢調査でサウスダコタ州に配分される議席が2議席から3議席へと増加した。定数2の全州選挙区が廃止され、南東部の第1選挙区、北東部の第2選挙区、西部の第3選挙区が設置された。1930年の国勢調査で議席が3議席から2議席へ減少したため、第3選挙区は廃止された。

### 区域
ミズーリ川以西におけるサウスダコタ西部地域で、以下の郡を含む。
ベネット郡、ビュート郡、コーソン郡、カスター郡、デューイ郡、フォールリバー郡、グレゴリー郡、ハーディング郡、ローレンス郡、ライマン郡、ミード郡、メレット郡、ペニントン郡、パーキンズ郡、スタンリー郡、トリップ郡、ジーバック郡(アルファベット順)